# 胡佛研究所
胡佛战争、革命与和平研究所（英語：The Hoover Institution on War, Revolution, and Peace），简称胡佛研究所（Hoover Institution），是位於美国加州史丹佛大學的著名公共政策智囊机构。機構前身為1919年由共和黨員、史丹佛校友赫伯特·胡佛前總統成立的圖書館，館藏有胡佛、第一次世界大戰、第二次世界大戰及其他世界史相關書籍。
根據2016年智庫與公民社會計畫的全球關鍵智庫指標，胡佛研究所位列“全美國共90個智庫”排名第18名，是美國五大保守派智庫之一。唐納·川普總統任內的國防部長詹姆士·馬提斯先前就在胡佛智庫擔任研究員。智庫在史丹佛大學內分別坐落於四處建築物，其中最有名的地標是熱門遊客觀光景點胡佛塔。

## 历史
由斯坦福大学的赫伯特·胡佛（美国第31任总统）于1919年创建。该机构对美国新保守主义和自由意志主义运动有主要影响。

## 成員
截至2018年五月，胡佛研究所有198位成員，以下僅列出部分成員:

### 榮譽成員
- 前英國首相柴契爾夫人[5](已逝世)

### 卓越成員
- 前美國勞工部長、美國財政部長和美國國務卿喬治·普拉特·舒爾茨 (已逝世)

### 資深成員
- 美國數學家、工程師、商人與前美國國防部長威廉·佩芮（英语：William Perry）
- 美國經濟學家羅伯特·巴羅
- 美國政治社會學者，民主理論學者拉里·戴蒙德
- 美國政治哲學學者哈維·曼斯菲爾德
- 前美國國務卿康朵麗莎·萊斯
- 美國經濟學家托瑪斯·薩金特
- 美國經濟學家托馬斯·索維爾
- 美國經濟學家安德魯·麥可·史彭斯

### 卓越客座成員
- 愛沙尼亞總統托馬斯·亨德里克·伊爾韋斯
- 前美國國務卿亨利·季辛吉
- 美國國防部長詹姆士·馬提斯

## 出版刊物
胡佛研究所內部的胡佛出版社針對公共政策主題有許多出版刊物，包括每季期刊Hoover Digest、Education Next、China Leadership Monitor與Defining Ideas。在2001年胡佛研究所出版社向美國傳統基金會購買了雙月刊Policy Review，但Policy Review出版到2013年2-3月版本的最後一期發行後已經停刊。
除了期刊以外，胡佛研究所出版社也幫研究員跟其他胡佛研究所贊助的學者出版書籍與短文。

## 资助机构
- 美國阿徹丹尼爾斯米德蘭公司
- 大西洋富田公司（英语：Arco）
- 波音 - 麦道
- 克莱斯勒
- Dean Witter
- 埃克森美孚
- 福特
- 通用汽车
- J·P·摩根
- 美林
- 宝洁
- 罗克韦尔
- Transamerica